# Chlorochaeta striataria
Chlorochaeta striataria là một loài bướm đêm trong họ Geometridae.